# Lukas Meijer
Lukas Meijer, švedski rock glasbenik, pevec in besedilopisec, * 21. avgust 1988, Ulricehamn, Švedska.

## Življenje
Rodil in odraščal je v Ulricehamnu. Srednjo šolo je končal v Tingsholmu in študiral na Univerzi v Uppsali. V mladosti je treniral hokej na ledu. Njegov brat, Sebastian Meijer je profesionalni hokejist. Lukas je bil zelo blizu podpisu hokejske pogodbe, a se je raje odločil, da bo postal glasbenik.
Leta 2018 je skupaj s poljskim DJ-jem Gromeejem je zastopal Poljsko na Pesmi Evrovizije 2018 v Lizboni na Portugalskem s pesmijo »Light Me Up«. Nastopila sta v drugem predizboru, kjer sta zasedla 14. mesto s 81 točkami in se nista uvrstila v finale.

## Diskografija

### Pesmi
| Naslov                          | Leto | Najvišje uvrstitve na lestvici | Najvišje uvrstitve na lestvici | Najvišje uvrstitve na lestvici | Najvišje uvrstitve na lestvici | Album       |
| Naslov                          | Leto | POL                            | LIT                            | SLV                            | RUS                            | Album       |
| ------------------------------- | ---- | ------------------------------ | ------------------------------ | ------------------------------ | ------------------------------ | ----------- |
| »Lycka är vår tid«              | 2013 | —                              | —                              | —                              | —                              | —           |
| »Without You« (skupaj z Gromee  | 2017 | 9                              | —                              | —                              | —                              | Chapter One |
| »Light Me Up« (skupaj z Gromee) | 2018 | 1                              | 17                             | 27                             | 99                             | Chapter One |